# كريس مارتن (ممثل)
كريس مارتن (بالإنجليزية: Chris William Martin)‏ (و. 1975 – م) هو ممثل، وممثل أفلام، من كندا، ولد في بورنبي.

## وصلات خارجية
- كريس مارتن على موقع IMDb (الإنجليزية)
- كريس مارتن على موقع أول موفي (الإنجليزية)
- كريس مارتن على موقع إن إن دي بي (الإنجليزية)
- كريس مارتن على موقع قاعدة بيانات الفيلم (الإنجليزية)